# لورین اشبورن
لورین اشبورن (انگلیسی: Lorraine Ashbourne; ۱۰ آوریل ۱۹۶۱ – ) بازیگر اهل بریتانیا بود.
از فیلم‌ها یا برنامه‌های تلویزیونی که وی در آن نقش داشته‌است می‌توان به شروود، صداهای دوردست، زندگی‌های بی‌جان، کودک ۴۴، و بریجرتون اشاره کرد.